# Pascal Davoz
Pascal Davoz (Neuilly-sur-Seine, 3 juli 1953) is een Franse songwriter en stripscenarist.

## Carrière
Devoz is songwriter in het genre funky rap. Zijn eerste twee platen bracht hij uit in 1982 bij Warner en in 1984 bij Disques Barclay. Zijn eerste plaat was de tweede Franse rap die op plaat werd uitgebracht. Hij is lid van de pop-rockgroep "The Group".
Tussen 2006 en 2009 schreef hij het scenario voor de stripreeks La fabuleuse histoire over de geschiedenis van koffie, thee en chocolade, die door Yohann Puaud werd getekend.
In de periode 2008-2010 schreef hij de scenario's voor de fantasyreeks Le capitaine Nemo die getekend werd door Richard Ortiz.
Tussen 2010 en 2015 schreef Devoz de scenario's voor in totaal vier albums over Napoleon Bonaparte in de educatieve reeks Historische personages, getekend door Jean Torton. Gezien de historische accuraatheid, wordt de reeks door historici als een referentiewerk gezien.
In 2014 verzorgde hij de teksten voor het album Alesia in de educatieve reeks De reizen van Alex, getekend door Yohann Puaud.
In 2020 verscheen de reeks Paris by night waar Devoz de scenario's voor schreef; het tekenwerk was van Olivier De March.